# Kungliga Akademien för de fria konsterna

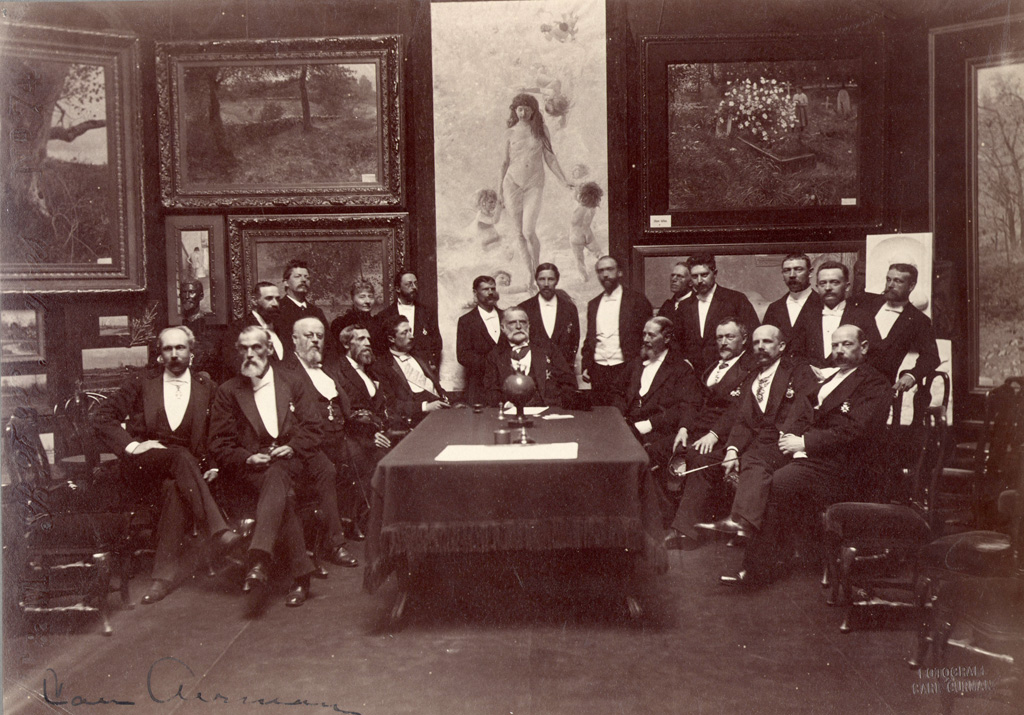
Akademiens högtidsdag 1889. Fotografi av Carl Curman.

Kungliga Akademien för de fria konsterna, vanligen kallad Konstakademien, grundades den 10 maj 1735, och verkar under detta namn sedan 1810. Den är belägen i Konstakademiens hus, tidigare Sparreska palatset, som uppfördes åren 1671–1672 för Axel Carlsson Sparre, på Fredsgatan 12, i Stockholm.
Konstakademien uppstod ur den ritskola på 1700-talet som de vid slottsbygget anställda bildat och som 1735 gavs namnet Kongl. ritarakademien. Akademien har till syfte att främja utvecklingen av konsten i Sverige. År 1978 skildes Kungliga Konsthögskolan ut från Konstakademien, men först 1995 hade all undervisning flyttats till Skeppsholmen. Fram till 1978 var akademien också huvudman för Kungliga Konsthögskolan.

## Historik

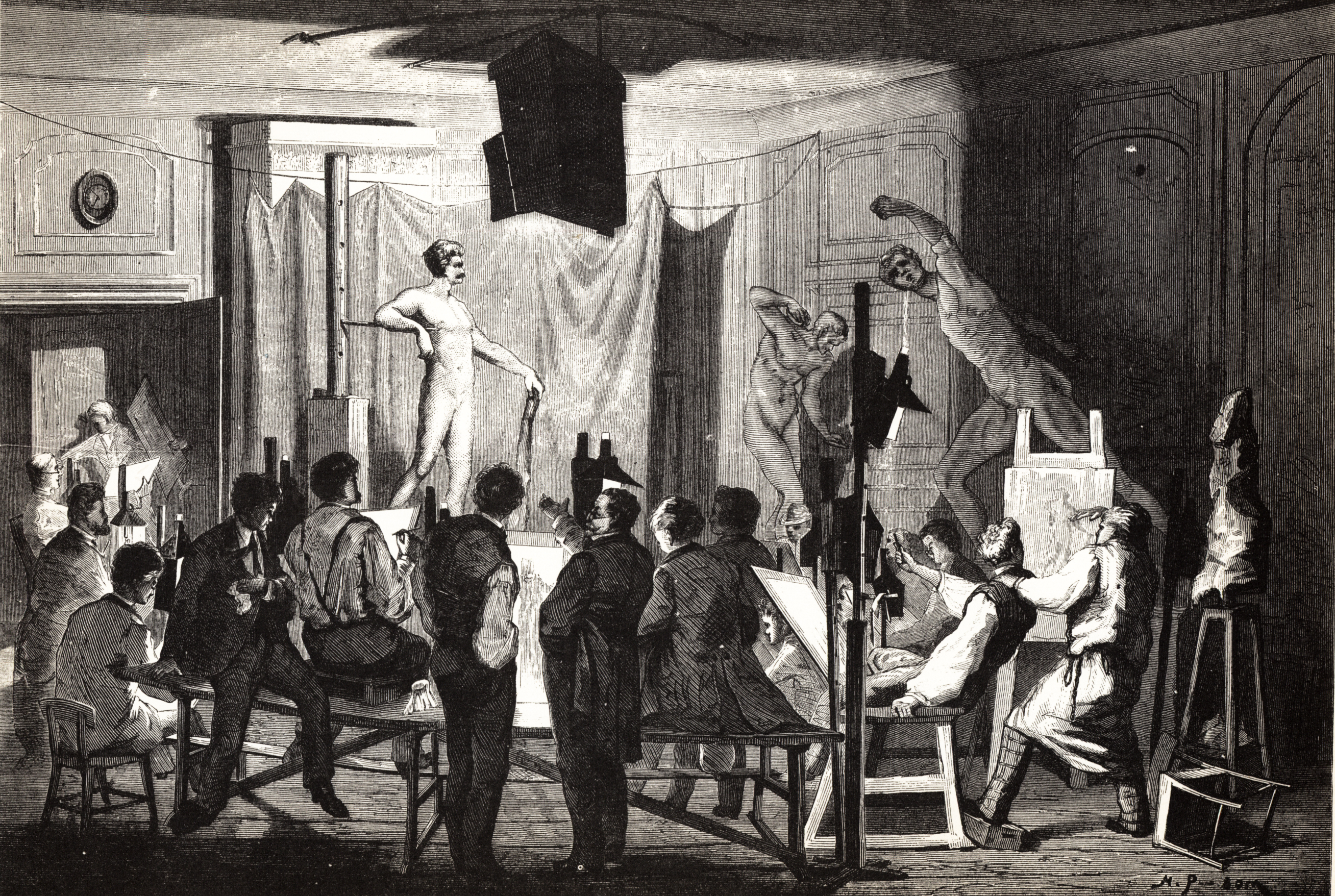
Modellskolan. På bilden pågår teckning efter levande manlig modell. Xylografi i Ny illustrerad tidning 1874.

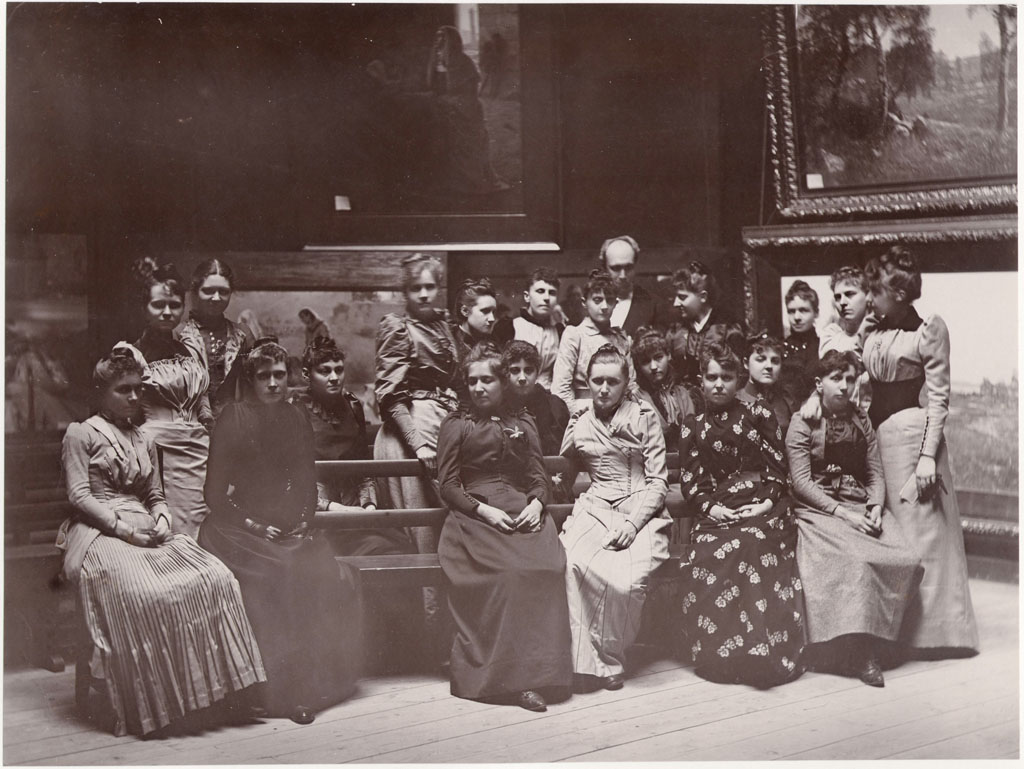
Kvinnliga elever vid Konstakademien år 1890. Fotograf: Carl Curman.

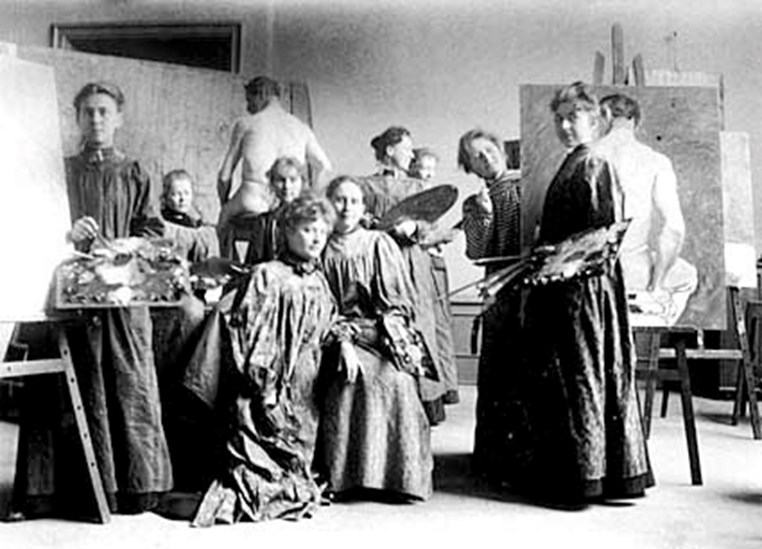
Kvinnliga elever vid Konstakademiens modellskola på 1890-talet. Fotografen är okänd.

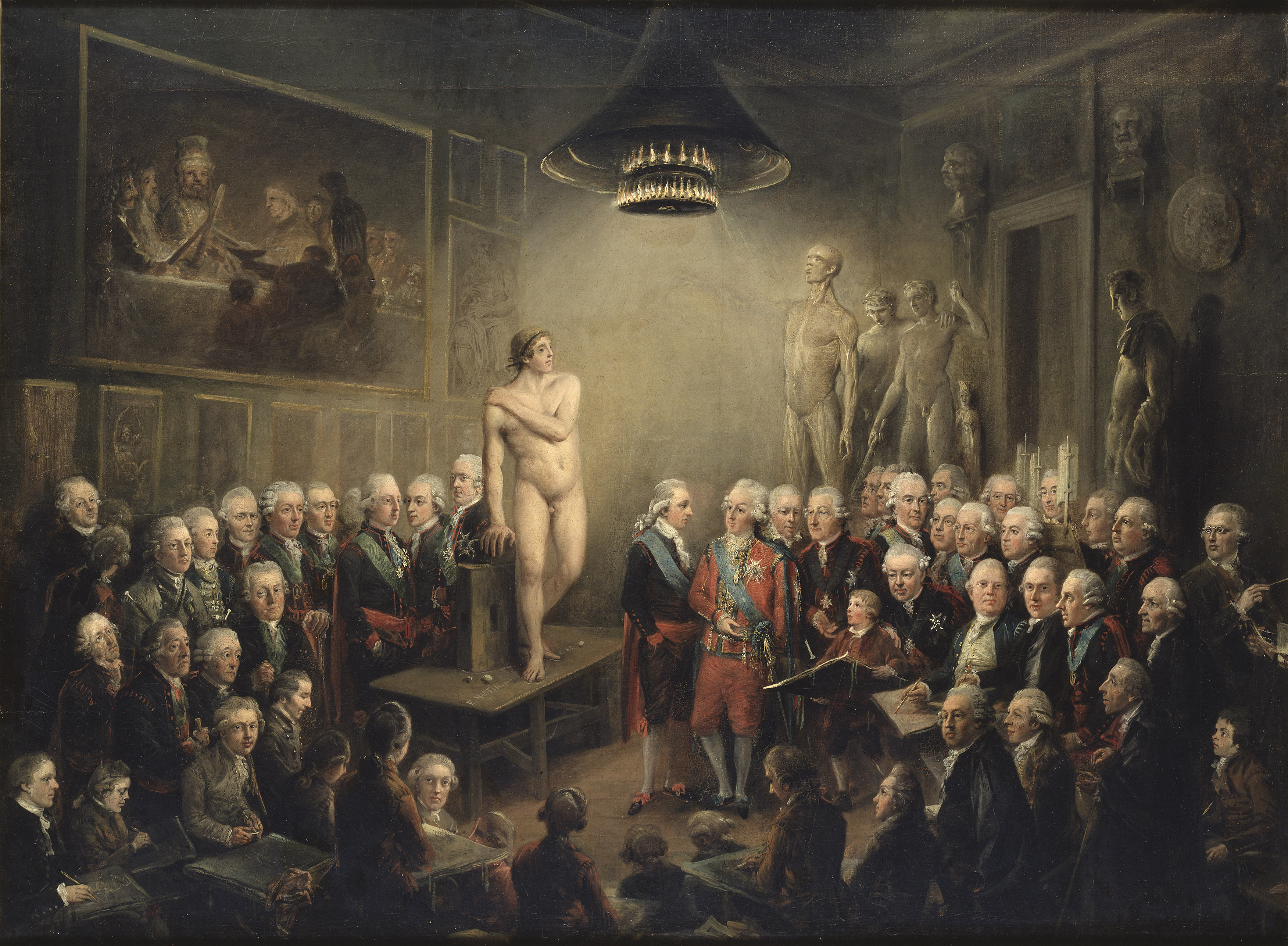
Gustav III:s besök i Konstakademien 1782. Oljemålning av Elias Martin. Nationalmuseum, Stockholm.

Carl Gustaf Tessin hade som överintendent det högsta ansvaret för byggandet av Stockholms slott, och för att utbilda dugliga krafter för detta arbete. Han tog initiativ till att den 10 maj 1735 inrätta en tecknarskola på slottet, benämnd Kongliga Ritarakademien. Teckningar från den tiden finns i dag bevarade på bland annat Teckningsmuseet i Laholm. 
Den franske konstnären Guillaume Thomas Taraval undervisade där en liten grupp i teckning efter levande modell. Studiet av människokroppen var centralt och Taraval hade beviljats 50 kopparmynt för att avlöna en modell. I den första elevgruppen ingick bland andra Johan Pasch. Förebilden var en akademi efter fransk förebild, det vill säga en samlingsplats för etablerade konstnärer och konstkännare. Till akademiens grundare, förutom Taraval, räknas Carl Gustaf Tessin och Carl Hårleman. Bland andra tidigare lärare märks förutom den tidigare eleven Johan Pasch Jacques-Philippe Bouchardon, Johan Henrik Scheffel och Olof Arenius.
År 1766 fick akademin sin ställning tryggad genom riksdagsbeslut och verksamheten utökades. Den 30 maj 1768 kallade överintendenten Carl Fredrik Adelcrantz till det första protokollförda akademisammanträdet och samtidigt ändrades namnet till Kongliga Målar- och bildhuggareakademien. Till direktör för skolan utsågs Pierre Hubert L'Archevêque och till sekreterare Per Floding, som även en tid ledde akademiens etsningsskola. Jämte ”förste hedersledamot”, vartill kungliga personer utsågs, kunde tolv svenska hedersledamöter och 50 inhemska ledamöter väljas.
Gustav III skrev de första stadgarna år 1773 med den franska konstakademien som förebild. På programmet stod från denna tidpunkt också arkitektur, grafik, anatomi, perspektivlära och kulturhistoria. Det sena 1700-talet räknas som Konstakademiens första guldålder, då den tidens stora konstnärer, såsom Johan Tobias Sergel, var invalda som ledamöter och även undervisade. Nämnas bör även Carl Gustaf Pilo, som efter sin återkomst till Sverige utsågs till direktör för akademien 1777. Den fick namnet Kungliga Akademien för de fria konsterna 1810.
År 1832 bildades Stockholms konstförening, som ville erbjuda ett alternativ till Akademiens stagnerade utställningsverksamhet. Den grupp som fick mest genomslagskraft var ”Opponenterna” på 1880-talet, som inspirerades av samtidens franska måleri och gjorde stor succé hos den svenska publiken. Både män och kvinnor kunde väljas som ledamöter av akademien, men kvinnor kunde under lång tid studera endast med speciellt tillstånd; år 1849 accepterades till exempel tre kvinnliga elever i skulptur som extraelever, däribland Amalia Lindegren. År 1864 öppnades Fruntimmersavdelningen vid Kungliga Akademien för de fria konsterna för 18 kvinnliga elever.
Johan Gustaf Köhler (1806–1881), som var konstnär och teckningslärare, var under åren 1857–1878 lärare i Konstakademiens förberedande skola, som kallades Elementar- eller Principskolan, samtidigt som han arbetade som teckningslärare vid Nya Elementarskolan i Stockholm 1830–1877. En av hans många elever vid Konstakademiens Principskola var Carl Larsson. Köhler, som redan från ungdomen huvudsakligen hade ägnat sig åt teckningsundervisning, målade själv en rad vardagliga interiörer både från Konstakademien och från sitt eget hem. År 1858 blev han ledamot av Konstakademien.
Carl Curman (1833–1913), som var vetenskapsman, läkare och professor, fick år 1869 en professur i plastisk anatomi vid Akademien för de fria konsterna. Från 1884 var Carl Curman hedersledamot av Konstakademien. Carl Curman är även känd för de många fotografier av historiskt värde som han tog. De viktigaste studieobjekten i Konstakademiens Antikskola de var de gamla gipsavgjutningarna av romerska och grekiska konstverk.
Som ovan nämnts skildes Kungliga Konsthögskolan ut från Konstakademien år 1978, men först 1995 hade all undervisning flyttats till Skeppsholmen.

## Byggnaden

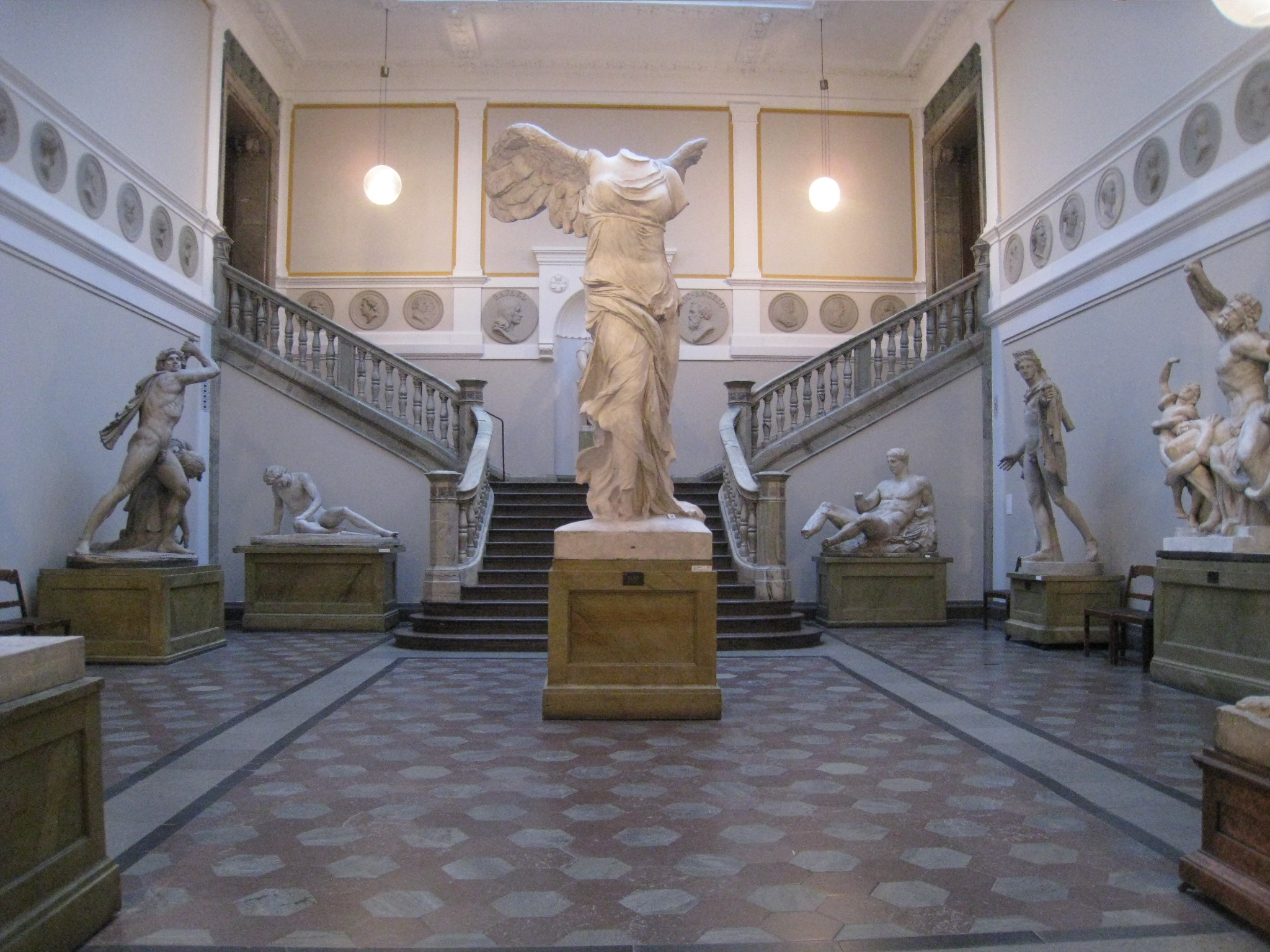
Nikehallen och några av Konstakademiens gipser.

År 1780 flyttade Konstakademien in i det egna huset på Fredsgatan 12, som donerats av styckgjutaren Gerhard Meyer (1704–1784). Gerhard Meyer hade 1754 förvärvat det Sparreska palatset på Fredsgatan i Stockholm, och år 1775 skänkte han palatset till Målare- och bildhuggarakademien, det som sedermera blev Kungliga Akademien för de fria konsterna. År 1776 blev Gerhard Meyer hedersledamot av Konstakademien. Sedan 1840 var han även ledamot av Vetenskapsakademien. Donatorns namn lever kvar i begreppet Mejan som smeknamn på Konsthögskolan och även som namn på elevgalleriet Mejan, vilket tidigare låg i Konstakademiens hus och numera återfinns på Skeppsholmen.

## Konstakademiens byggnadsskola
Med 1773 års stadgar inrättades formellt också en arkitekturutbildning vid Konstakademien. Till första professor utsågs 1779 Olof Tempelman, vilken tillträdde 1781 efter en studieresa till Italien.
Undervisning i byggnadstekniska ämnen påbörjades 1799 med den mekaniska skolan, vilken 1816 överflyttades till Lantbruksakademien efter att under perioder ha legat nere på grund av ointresse från Konstakademiens sida. Senare uppgick den mekaniska skolan i Teknologiska institutet i Stockholm.
Olof Tempelman efterträddes 1816 som professor i byggnadskonst av Fredrik Blom, som verkade till 1836. Han efterträddes av Per Axel Nyström, under vilkens tid undervisningen omorganiserades genom 1849 års reglemente för akademiens undervisningsverk. Senare professorer är Fredrik Wilhelm Scholander 1848–1881, Claes Grundström 1881–1912, Ivar Tengbom 1916–1920, Ragnar Östberg 1920–1931, och – på en andra professur – Sigurd Curman 1912–1918 och Martin Olsson 1918–1946.

## Verksamhet

### Två principskolor

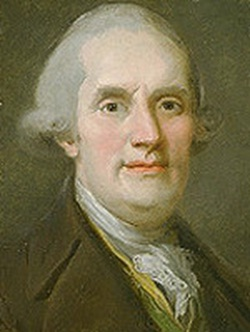
Lorens Pasch den yngre, självporträtt, oljemålning, Nationalmuseum, Gripsholmssamlingen.

Akademien har till syfte att främja utvecklingen av konsten i Sverige. Undervisningsverket omfattade två principskolor, den ena för ornamentsteckning, den andra för figurteckning. Vidare fanns gips- och antikskolan och modell- och naturskolan samt slutligen arkitekturskolan. Dessutom gavs lektioner i anatomi, geometri och perspektiv. Professorerna undervisade bara två månader om året och uteslutande i teckning. På akademiens schema förekom inte lektioner i måleri eller skulptur. Däremot gavs sådan undervisning privat av därtill avlönade konstnärer i deras hem eller i ateljéer.
Efter Carl Gustaf Pilos död 1793 leddes undervisningen vid akademiens skolor av Lorens Pasch den yngre (1733–1805). Han var en förträfflig målare, som höll sig utanför intriger och maktspel. Han var son till Lorens Pasch den äldre (1702–1766), och bror till Johan Pasch den äldre (1706–1769), som studerade vid den nybildade ’’Kungliga Ritareakademien’’. Johan Pasch den yngre (1752–1811), som var brorson till Pasch den äldre, blev elev vid Konstakademien omkring 1770 och han utsågs till ledamot av akademien 1803. Lorens Pasch den yngre invaldes tillsammans med sin syster Ulrika Pasch (1735–1796) i Konstakademien 1773. Under Lorens Paschs tid, han avled 1805, som ledare för undervisningen vid akademiens skolor hade den akademiska undervisningen gott anseende. Inom alla samhällsklasser blev det modernt att sätta barnen i akademiens principskolor. Detta bekymrade emellertid Pasch, eftersom lokalbristen var svår och barnens artistiska förmåga att uttrycka sig i tal var begränsade. Han krävde att barnen skulle ha nått åtminstone en viss mognad, innan de antogs som elever, enligt årsredogörelsen för 1794. 
Han skriver: ”Till detta senare blir åter nödvändigt, att den lille gossens hand når upp till ritbänken”. Därför föreslog han att minimiåldern höjdes till tolv år. Då beslöts uttryckligen att ”barn och lärlingar av konstnärer, fabrikörer och hantverkare” skulle ha företräde. Inte ens detta hade avsedd effekt och 1798 skrev Johan Pasch: ”Härvid vore mindre att erinra, om mängden av lärjungar utgjordes av hantverkares lärlingar och barn, för vilka principskolorna egentligen äro inrättade, men så är ingalunda förhållandet, utan populariteten består av ståndspersoners barn, som vanligen varken bli artister eller hantverkare, och vilkas tillärande på publik kostnad, om det gagnar en del, som äger fallenhet för teckning, likväl ej gagnar det allmänna, som drager ingen fördel av enskild mans för eget nöje idkade tidsfördriv.” Lorens Pasch fick i alla fall tillstånd att hålla elevantalet inom rimliga gränser under de sju år han hade kvar att leva, även om han inte fick igenom sina förslag att reservera principskolorna för barn till hantverkare och att fastställa vare sig mini- eller maximiålder.

### Professionella konstnärer
Elevantalet översteg sällan dussinet i de högre skolorna, vilkas uppgift det verkligen var att fostra professionella konstnärer. Överbefolkningen gällde bara principskolorna. Carl Fredrik Fredenheim hade 1795 blivit preses för Konstakademien och överintendent och han var därmed i praktiken chef för hela det officiella konstlivet. Han var också museichef för Konglig Museum och hade ledningen för museet. Efter anmälan till direktören kunde eleverna studera ”alla dagar i konungens samlingar av italienska och flamländska målningar och teckningar, de gamla målade fajanser, som bära namn efter Rafael, etruskiska vaser, antikt bildhuggeri i figurer och ornament, kopparstycken och dithörande böcker i alla konsternas grenar och myntvetenskapen samt de grekiska och romerska medaljerna”. Fredeneim betonade att de egentliga eleverna träffades där först. ”De äro konstlärlingar och förtjäna som sådana allt skydd; endast dessa kunna åberopa någon rätt till studier i konungens museum”. Då Fredenheim övertalat kungen att inköpa botanikprofessor Nicholas Martellis samling hade han gjort det genom att ”insinuera dess nödvändighet för akademien”. De elever som var försigkomna fick studera även de mästarteckningar, som fanns i Tessinska samlingen. Fredenheim skrev i Journalen för den 23 juli 1800: ”Började initiera 5 akad:s elever, Fahlcrantz, Per Gustaf von Heideken, Christian Arvid Linning, Fredric Werner och Anders Johan Hansson i tecknandet efter store mästare i musei samling, som jag visade dem och gav dem var sina teckningar att kopiera, som sattes under lösa glas”.

### Målare- och Bildhuggareakademien blev Fria Konsters Akademi
Från 1810 kallades akademien inte längre Målare- och Bildhuggareakademien utan Fria Konsters Akademi. Det gamla namnet hade inte varit adekvat på länge, egentligen inte sedan akademien fick sina statuter av Gustav III 1773. Det var då som Kungl. Målare- och Bildhuggareakademiens byggnadsskola inrättades. För övrigt hade ju arkitekter invalts i akademien från början. Alfred Bergström var 1898–1901 extra lärare i landskapsmålning vid Konstakademien i Stockholm. År 1900 blev han ledamot av Konstakademien. Han var professor i landskapsmåleri på Konstakademien i Stockholm 1910–1930. Bergström var också ordförande i Svenska konstnärernas förening 1911–1913.

### Byggnadsskolan
Byggnadsskolans verksamhet kom inte igång förrän åtta år senare, då den nyutnämnde professorn Olof Tempelman år 1780, återkom från Italien, där han fullbordat sin egen utbildning. Professorn skulle demonstrera antikens och renässansens arkitektoniska mästerverk, sådana de förevigats i de planschverk, som nu blev allt vanligare. Detta var enligt akademiens stadgar att arkitektundervisningen skulle bedrivas som ett slags stil- och smakdisciplin. Det viktiga i undervisningen var att eleverna lärde sig att göra vackra ritningar i lavyr eller akvarell. De beundrade förebilderna var framför allt Louis Jean Desprez’ ritningar i perspektiv.

### Mekanisk skola
Carl Fredrik Fredenheim tog initiativet till inrättandet av en mekanisk skola redan 1789 som ett komplement till akademiens arkitektundervisning. Han reagerade mot det missriktade artisteriet mot att göra vackra ritningar i lavyr och akvarell. Eleverna skulle drillas i praktisk mekanik i Christopher Polhems anda. I undervisningen användes hans modellkammare, men denna skola hade aldrig någon större framgång så länge den stod under Konstakademiens ledning. Den mekaniska skolan flyttades 1813 över till Kungliga Lantbruksakademien, som 1811 hade grundats av Karl XIII och som inledde sin verksamhet 1813.

## Talerätt rörande Klassikerskyddet
Konstakademien har exklusiv talerätt att enligt 51 § upphovsrättslagen (det så kallade Klassikerskyddet) väcka talan i domstol om en avliden upphovsmans verk inom akademiens område återges offentligt så att det kränker ”den andliga odlingen”.
År 2009, 49 år efter dess tillkomst, hade klassikerskyddet ännu aldrig tillämpats, men kan ändå vara ett medel för påtryckningar i enskilda fall. Svenska Akademiens juridiska rådgivare kommenterade 2005 att klassikerskyddet vore mycket svårt att tillämpa bland annat på grund av de höga beviskrav som skulle ställas. Att det vore svårt att bevisa att en part har kränkt den ”andliga odlingens intressen” när knappast någon kan förklara innebörden i uttrycket ”andlig odling”.

## Ständiga sekreterare i urval
- 1967–1978 – Algot Törneman
- 1979–19?? – Karin Lindegren
- 1990–1996 – Bo Sylvan[10]
- 1997–1999 – Bo Grandien
- 1999–2005 – Beate Sydhoff
- 2005–2009 – Olle Granath
- 2010–2017 – Susanna Slöör
- 2017– 2022 – Isabella Nilsson
- 2023– – Elisabeth Alsheimer Evenstedt

## Bilder, interiörer

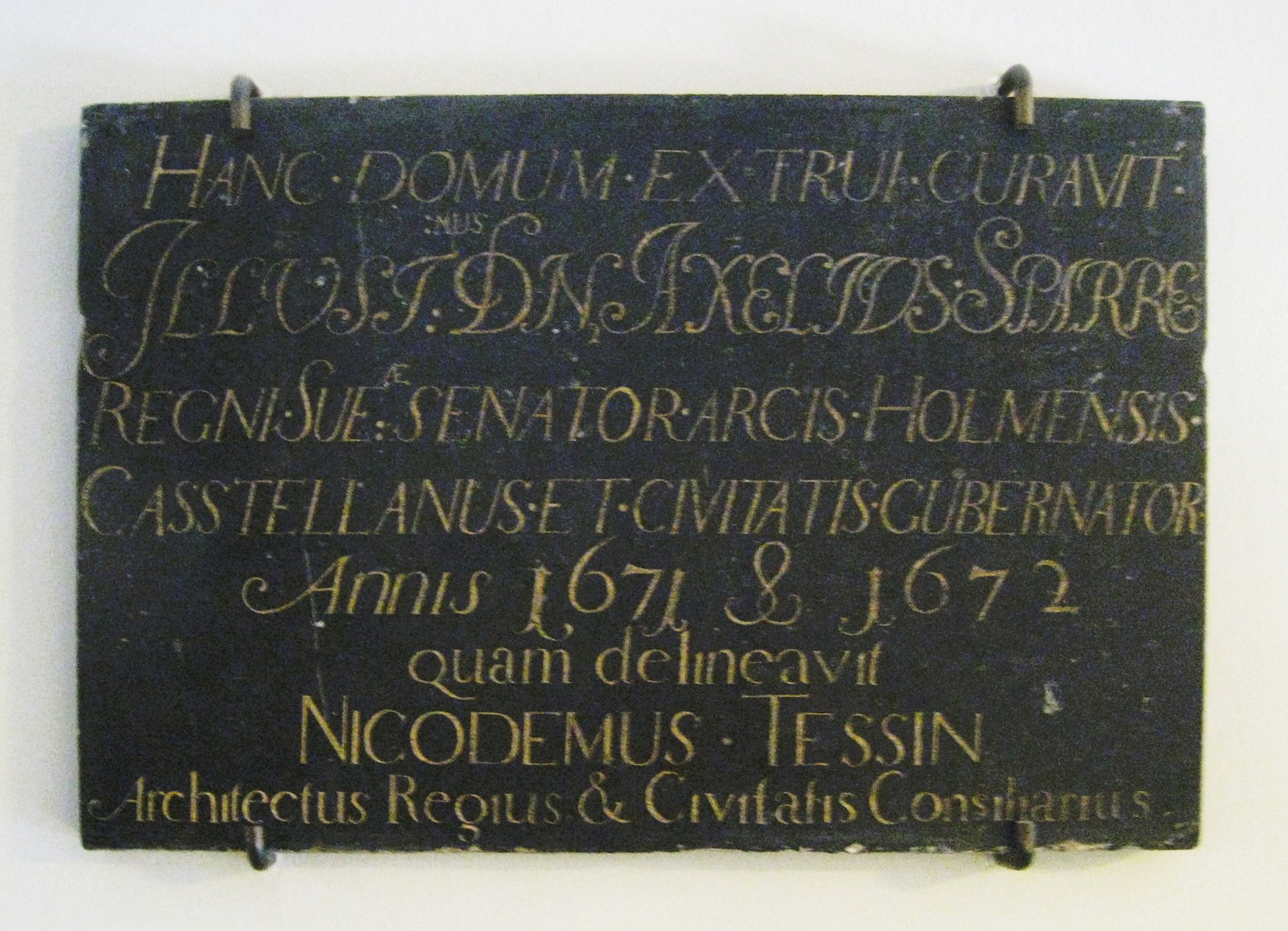
En kalkstenstavla i Konstakademins entréhall anger att Nicodemus Tessin den äldre (1615–1681) ritade huset.
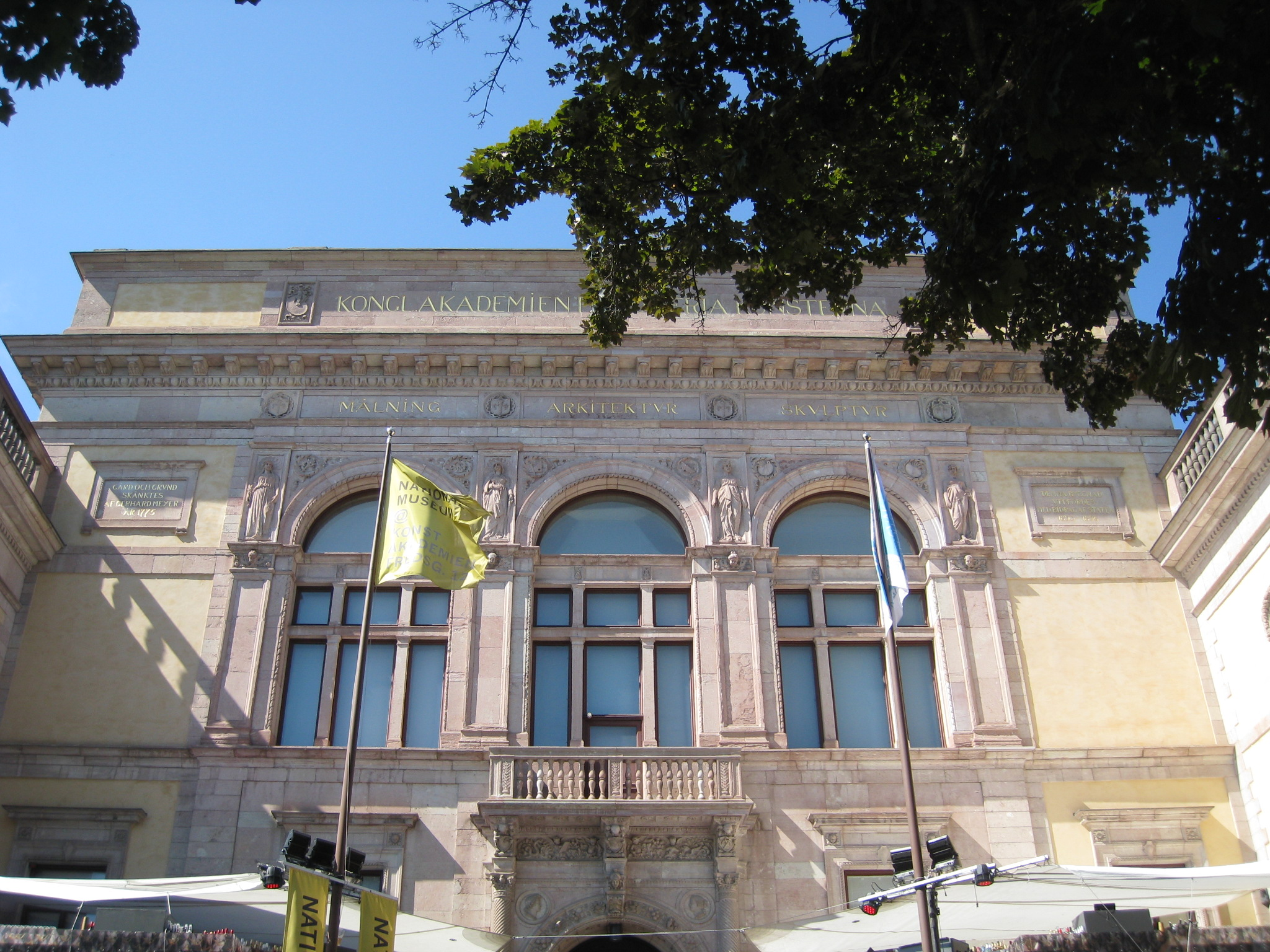
Konstakademiens hus, fasad mot Fredsgatan 12, text med guldbokstäver på fasadens fris "Kungliga Akademien för de fria konsterna" samt "Målning", "Arkitektur" och "Skulptur".
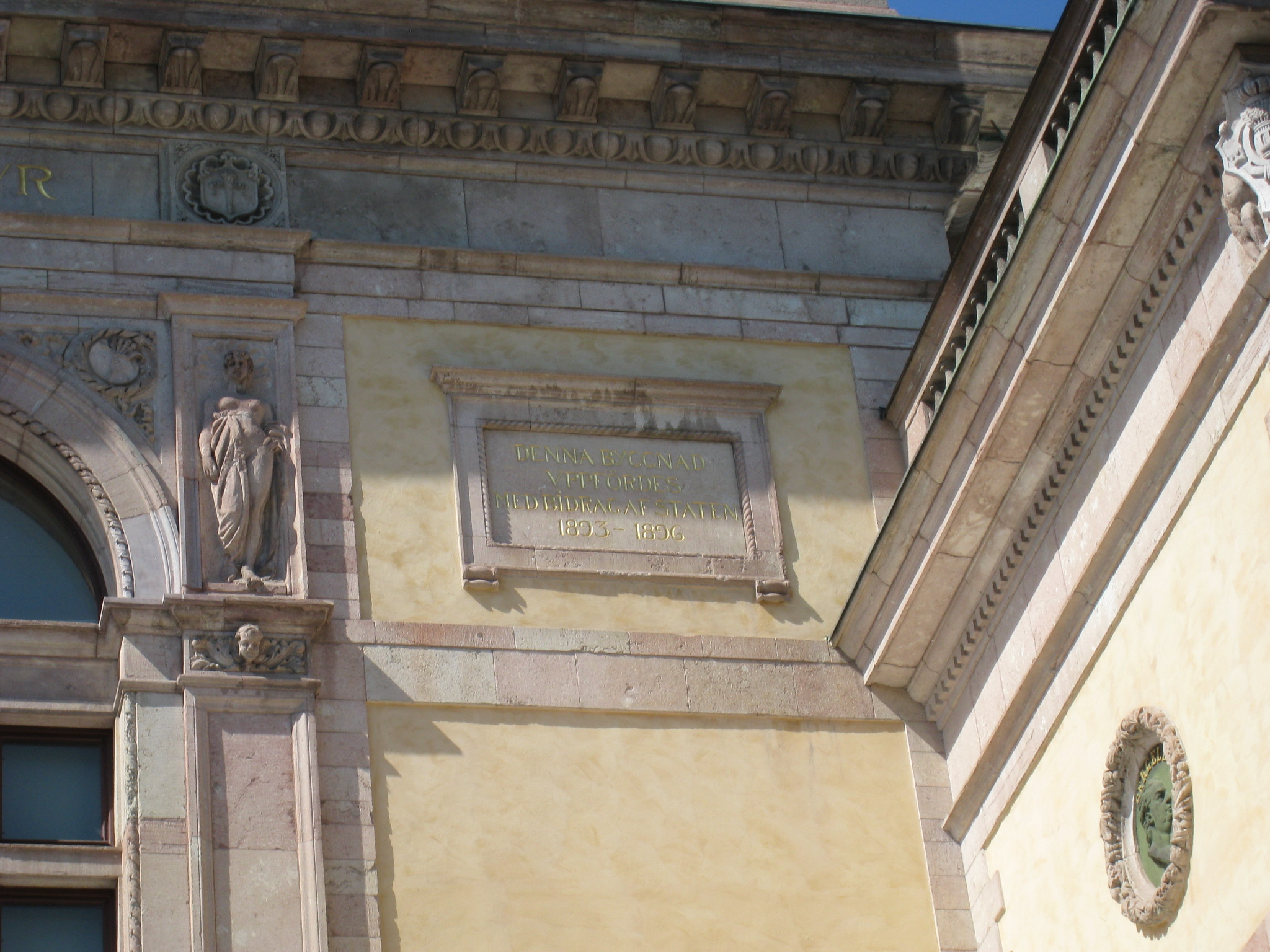
På fasadens högra plakett står: "Denna byggnad uppfördes med bidrag af staten 1893–1896".
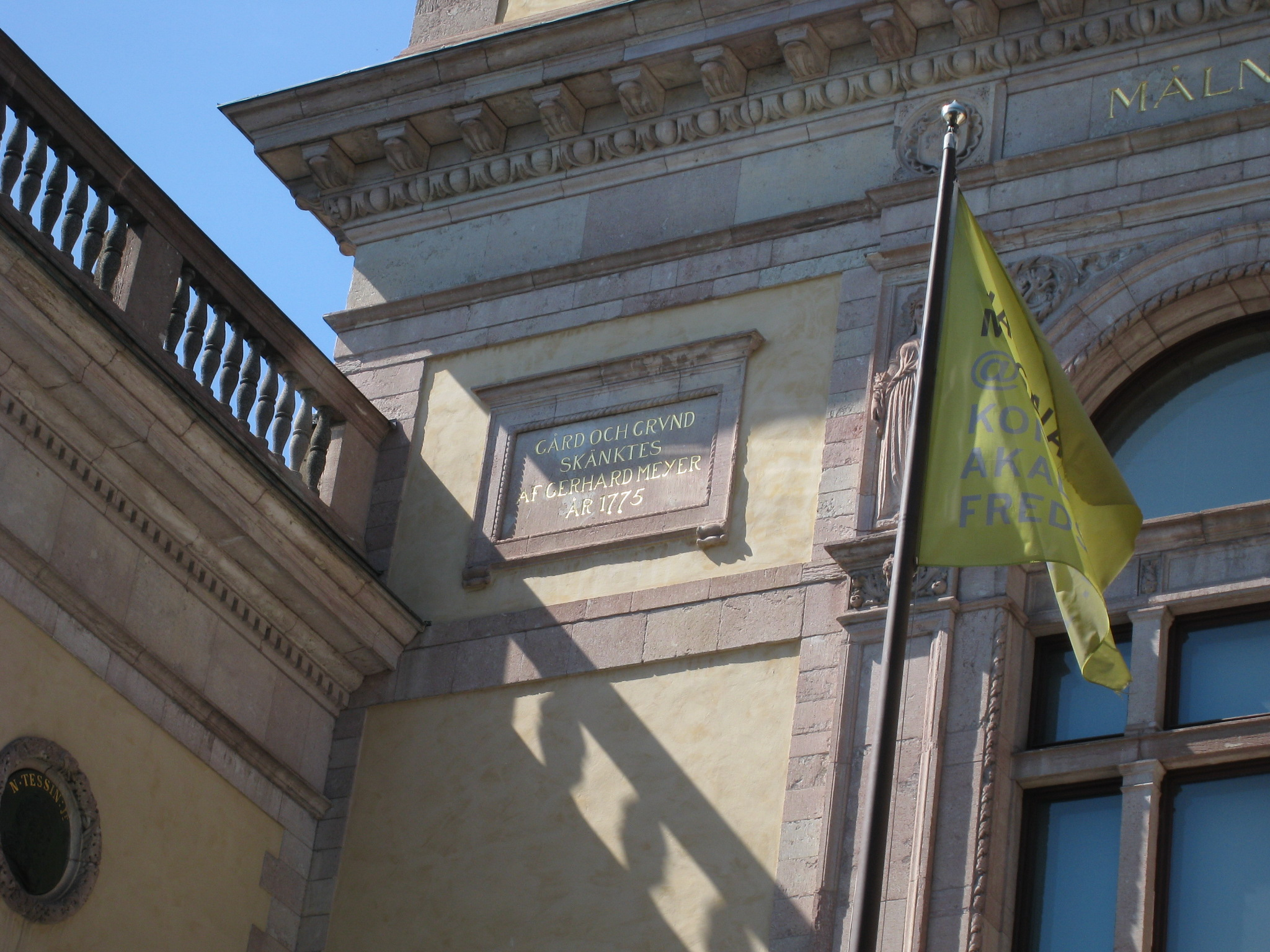
På fasadens vänstra plakett står: "Gård och grund skänktes af Gerhard Meyer år 1775".

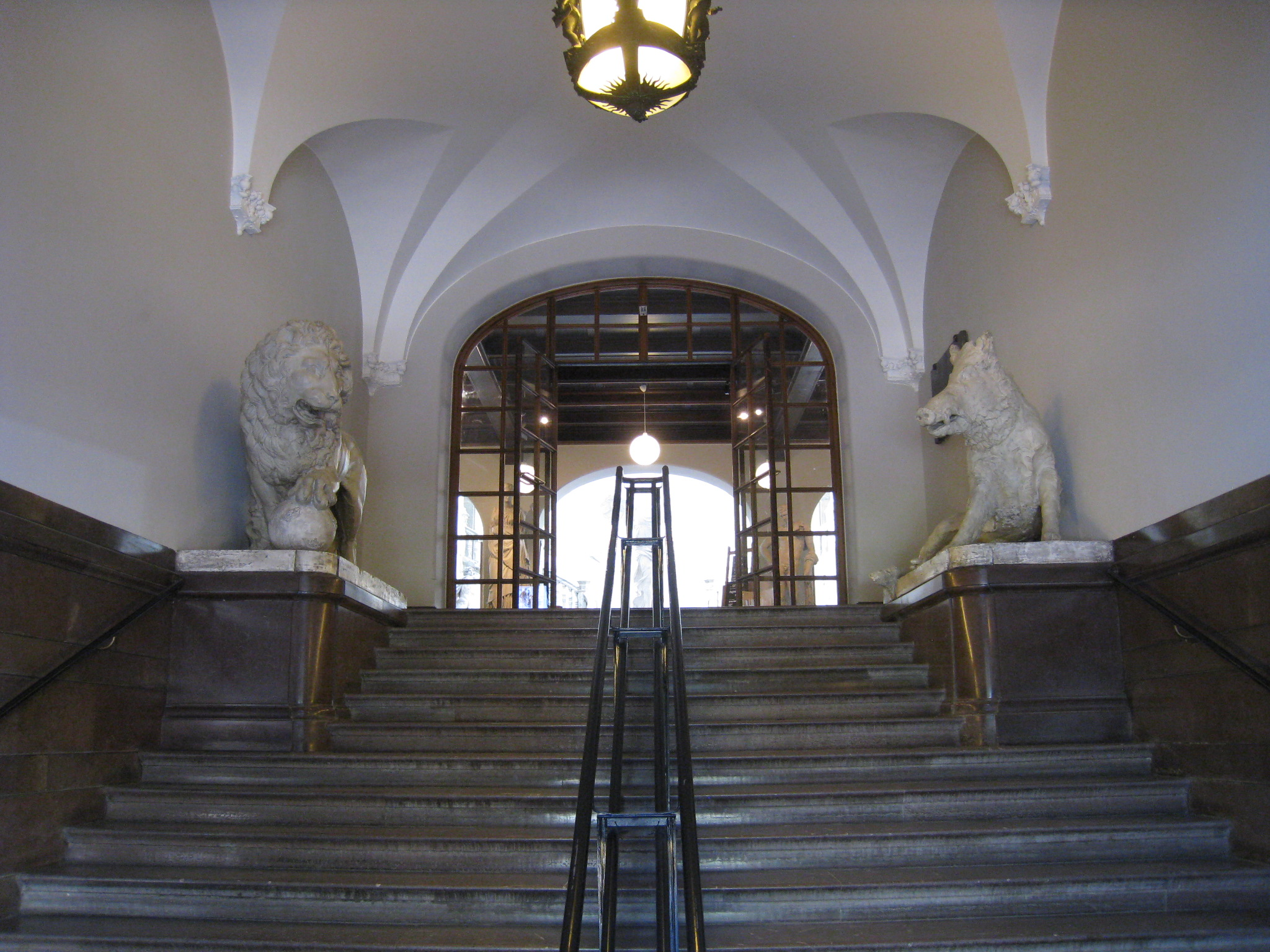
Lejonet och vildsvinet i gips står sedan 1735 på vardera sidan av trapphallen i farstun till Konstakademiens hus vid Fredsgatan 12 i Stockholm.
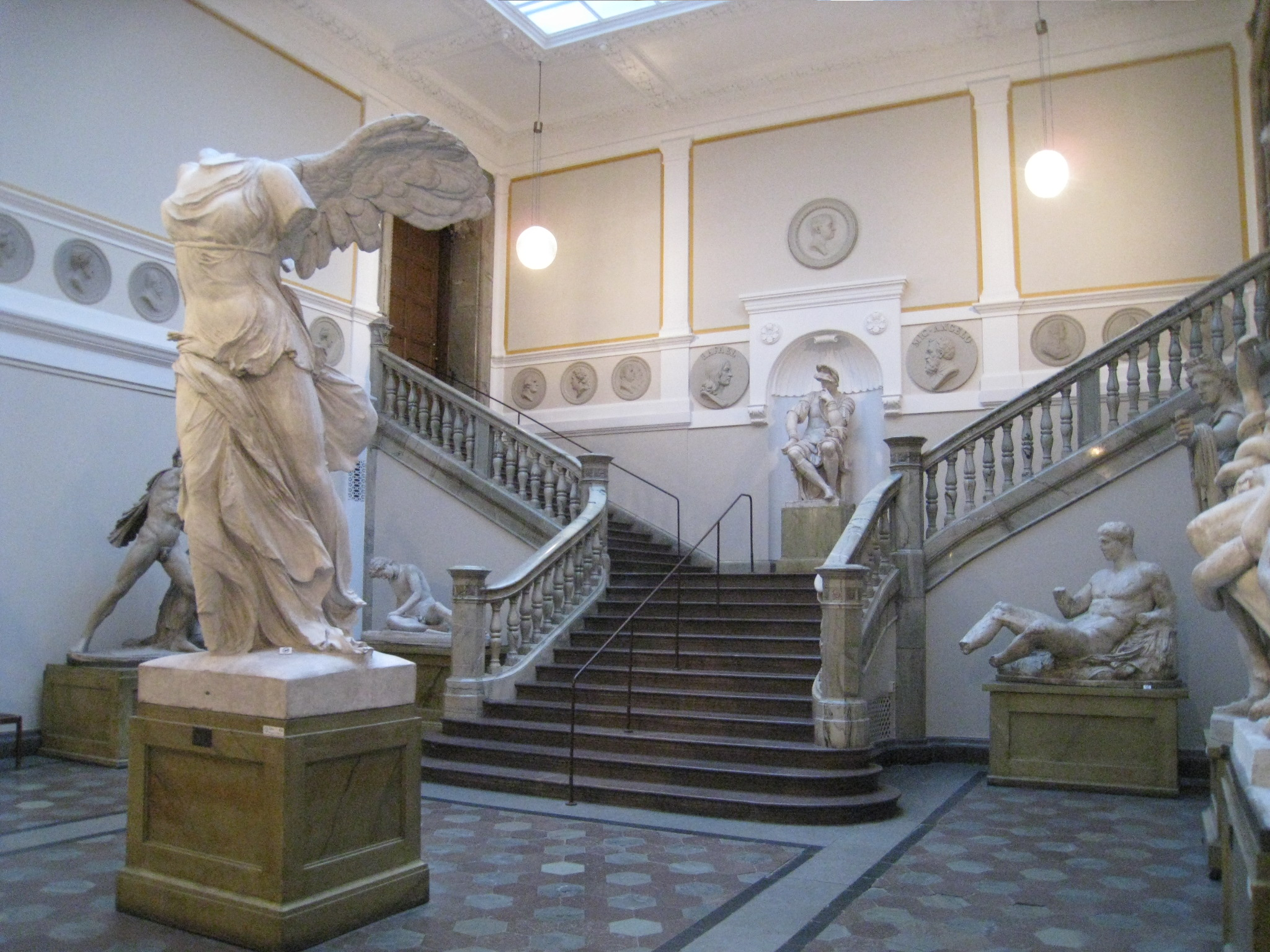
Nike från Samothrake i stora hallen i Konstakademien.
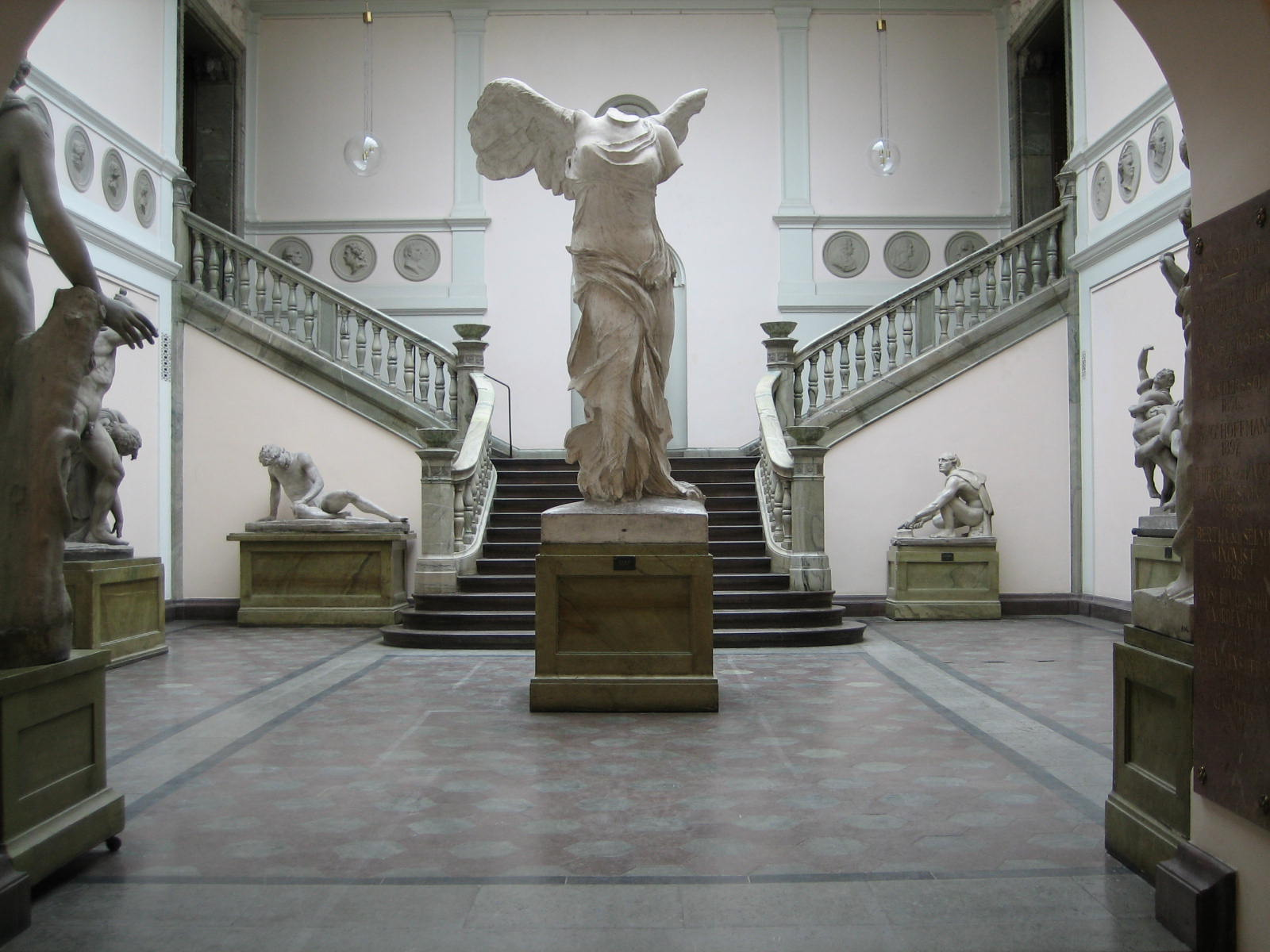
Trappan innanför huvudentrén på Kungliga Akademien för de fria konsterna.
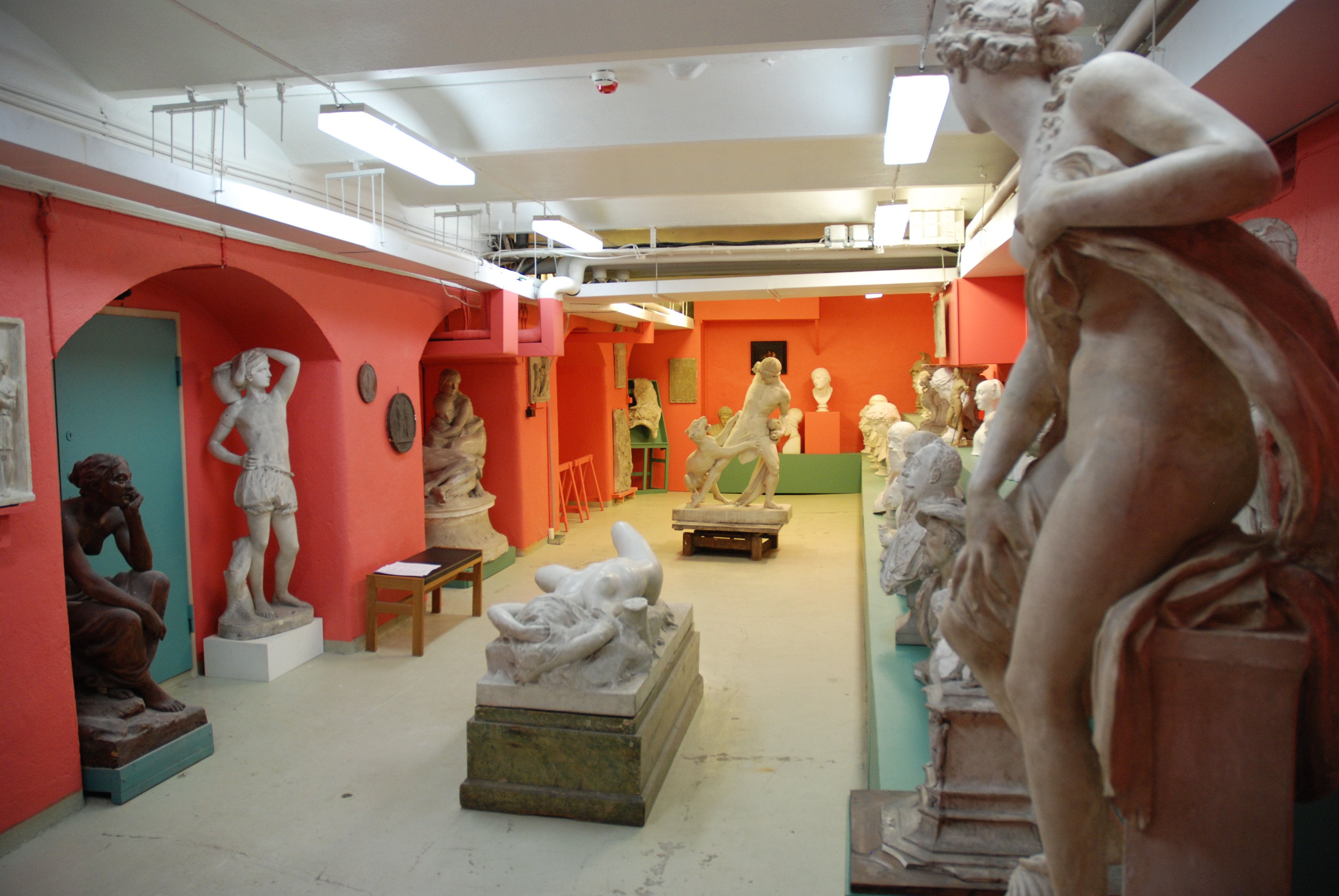
Konstakademiens skulpturmagasin efter renovering 2010.